# 皮奥·罗梅罗·博斯克
皮奥·罗梅罗·博斯克（西班牙語：Pío Romero Bosque，1860年—1935年12月10日），1927年3月1日至1931年3月1日任萨尔瓦多总统。
罗梅罗·博斯克于1923年3月至1927年3月任萨尔瓦多副总统，时任总统为阿方索·基尼奥内斯·莫利纳。